# Kalludevanahalli, Dod Ballapur
Kalludevanahalli là một làng thuộc tehsil Dod Ballapur, huyện Bangalore Rural, bang Karnataka, Ấn Độ.